# Giovanni Battista Borra
Giovanni Battista Borra (Dogliani, 27 dicembre 1713 – Torino, 1786) è stato un architetto, disegnatore e trattatista d'architettura italiano.

## Biografia
Giunto da Dogliani a Torino per studiarvi l'architettura, è probabile, benché non vi siano prove documentali a questo proposito, che fosse iscritto al Collegio delle Province, istituzione destinata ad accogliere studenti provenienti dalle città del contado piemontese. Qui vi insegnava Architettura Civile e Matematica l'architetto Bernardo Antonio Vittone, autore del progetto per l'edificio del Collegio stesso (1736), che divenne suo maestro.
Una tradizione biografica attendibile vuole Borra nello studio di Vittone dal 1733. È dell'anno successivo una raccolta di disegni presente alla Biblioteca Reale di Torino,  intitolata Corso d'Architettura civile sopra li cinque ordini di Giacomo Barozzio da Vignola disegnato da Giambattista Borra di Dogliani sotto la direzione del signor architetto & accademico di Roma Bernardo Vittone in Torino 1734. Questa raccolta, ancora acerba nei risultati, è la prima testimonianza delle qualità di disegnatore di Borra, da lui ampiamente sfruttate in seguito.
Nello studio di Vittone, Borra disegnò inoltre una delle tavole del progetto vittoniano per la facciata del Palazzo Reale torinese (1736), poi pubblicate nel volume vittoniano Istruzioni elementari per l'indirizzo de' giovani allo studio dell'architettura civile (Lugano, 1760), assieme ad altre 10 tavole di incisioni da modelli di Vignola, tutte firmate dall'allievo, e probabilmente eseguite negli anni di apprendistato.
Nel 1739 Borra, su invito del marchese Operti, fornì il disegno per la parrocchiale di Cervasca, in provincia di Cuneo.
Il 17 novembre 1741 viene abilitato alla professione di architetto dall'Università di Torino. Inizia poco dopo ad insegnare matematica e disegno all'Accademia Reale di Torino.
Al 1740 risalgono, secondo una tradizione da verificare, alcuni interventi di restauro al palazzo Isnardi di Caraglio, in piazza San Carlo a Torino, realizzati assieme all'architetto di Sua Maestà Benedetto Alfieri.
Negli anni '40 Borra si dedicò alla stesura di un volume dedicato alle tecniche strutturali, il Trattato della cognizione pratica delle resistenze (stampato nel 1748). 

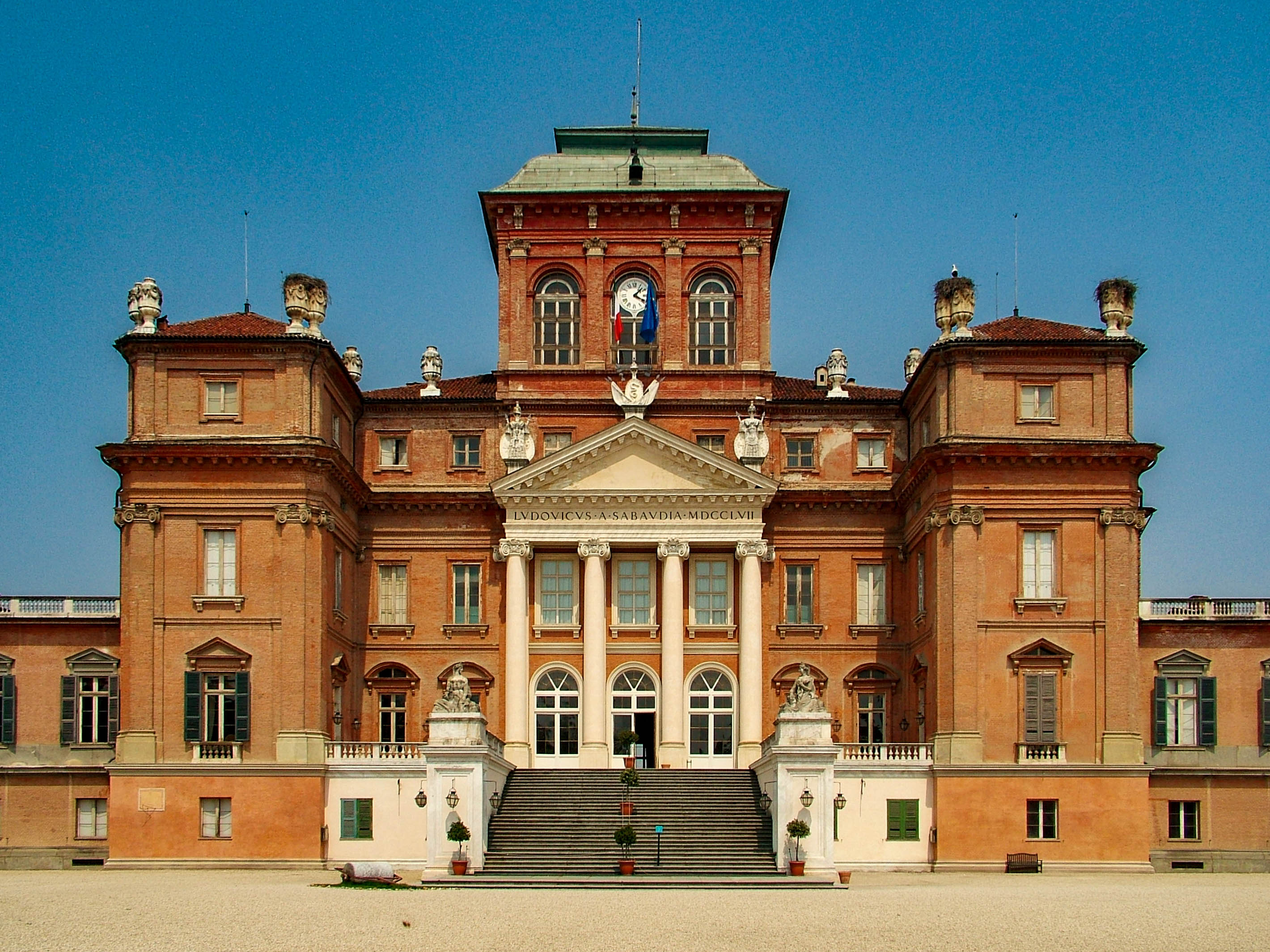
Facciata del Castello di Racconigi

L'anno successivo pubblicò una serie di 11 vedute di Torino (Vedute principali di Torino disegnate in prospettiva). In una di queste,  la veduta prospettica della piazza Carignano, l'ingresso al teatro Carignano è formato da una gran facciata con portico antistante per le carrozze: si tratta di un'idea progettuale, dal momento che in quegli anni il teatro non aveva ancora una vera e propria facciata. Risalgono forse a questi anni i suoi scritti sulle proporzioni armoniche in architettura, mai pubblicati (e passati, dopo la morte di Borra, al conte Prospero Balbo), oggetto di alcuni scambi epistolari tra il doglianese e il conte ed erudito casalese Francesco Ottavio Magnocavalli di Varengo. Vicino all'ambiente della corte sabauda, Borra venne dapprima coinvolto nel progetto di spedizione archeologica verso le isole greche, il Levante e l'Egitto, progettato dal politico irlandese James Caulfield (che lo conobbe probabilmente alla corte di Carlo Emanuele III di Savoia) assieme a Francis Pierpont Burton e ad Edward Murphy nel 1749. Ma l'architetto, per motivi economici, rifiutò l'incarico di disegnatore, fra lo sconcerto della Society of Dilettanti e i rimproveri del re di Sardegna. Caulfield ripiegò quindi sul meno dotato Richard Dalton.  Nel frattempo, James Dawkins, studioso della Grecia antica e compagno di viaggi dell'archeologo Robert Wood, appresa la notizia della partenza per la Grecia della spedizione di James Stuart e Nicholas Revett per rilevarvi i monumenti dell'antichità, progettò un'analoga spedizione nell'Asia Minore occidentale, ancora inesplorata. Partita con grandi ambizioni di studio e di scoperta, la celebre "spedizione Wood" si avvalse questa volta del contributo di Borra. Il suo compito era quello di fissare in ampie vedute i siti archeologici e di descriverne i ritrovamenti con tavole analitiche. Al suo ritorno a Londra, il disegnatore piemontese avrebbe dovuto tradurre i materiali in tavole per la pubblicazione. La spedizione venne preparata nell'inverno del 1749 a Roma e previde, tra l'altro, anche il rilievo della piana dello Scamandro «...with Homer in our hands».
Partiti con la nave Matilda da Napoli il 5 maggio del 1750, gli archeologi scoprirono e rilevarono – a velocità incredibile e nelle sabbie brucianti – i resti delle città di Palmira e di Baalbek (Heliopolis), avanzando con una carovana di circa 200 uomini e altrettanti animali, in gran parte militari al soldo dell'Aga di Hasiyeh, cooptati per coprire il rischio di attacchi da parte di predoni. Il disegnatore doglianese si dedicò inoltre, durante la spedizione, alla realizzazione di numerose altre tavole, sia a Roma e Tivoli, sia al ritorno, in Turchia.
Rientrati a Londra nel 1751, i responsabili della spedizione e Giovanni Battista Borra si dedicarono alla pubblicazione dei risultati con la stampa di The Ruins of Palmyra (1753) e di The Ruins of Balbec (1757), volumi che ebbero un'immediata eco internazionale, sollecitata dalla curiosità sempre più diffusa per le scoperte archeologiche. È stata notata (Zoller, 2001) la confluenza nelle vedute di Borra di più tradizioni culturali, da quella scenografica italiana delle fughe prospettiche alla sensibilità al paesaggio tipicamente inglese, in un insieme che spesso si avvale di elementi archeologici inseriti in un insieme ricostruttivo, dove scienza e sollecitazione dell'emozione si intrecciano in forma inestricabile.
Tra il 1751 e il 1756 Borra operò in Inghilterra, sollecitato da numerose commissioni per i Lord inglesi affascinati dalle meraviglie delle scoperte archeologiche e dal fascino sublime dell'avventura esotica. 
A Woburn Abbey (Bedfordshire), divenuta dimora aristocratica, nel 1751 compare un soffitto copiato dalle tavole di Palmira non ancora pubblicate, forse progettato dallo stesso Borra. L'architetto disegnò inoltre per Lord Temple nel 1752 una grande facciata per il prospetto meridionale di Stowe House, derivata dal Grande Tempio (o Tempio del Sole) di Baalbek (poi non realizzata), e ne progettò e realizzò una variante con portico e scalinata. Nel contempo lavorava ai monumenti presenti nel celebre giardino, aggiornandone il linguaggio: la Rotonda, modificata con inserti classici, il famoso Ponte palladiano, il Grecian Temple (innalzato a partire dal 1747) e il Boycott Pavillion, opera di James Gibbs degli anni ‘20 del Settecento.
Nel 1755 Borra ricevette l'incarico di disegnare soffitti e fregio della State Bedchamber, con il celebre letto di parata, disegnato da lui stesso (ora a Port Sunlight, Lady Lever Art Gallery).
Quasi al termine del suo soggiorno inglese Borra ricevette nuovi incarichi per gl'interni della dimora londinese del duca di Norfolk (1755), operando in questo caso non più su modelli derivati dalla missione archeologica, ma in uno stile molto francese, secondo un gusto più avanzato di quello del suo maestro Vittone, in parallelo alle scelte figurative di Benedetto Alfieri, ma anche in accordo con i desideri della duchessa Mary of Norfolk, cattolica e filo-francese. Horace Walpole, invitato all'inaugurazione della casa nel 1756, rimase sbalordito e affascinato dalle scelte estetiche degli interni.
Borra ritornò in Piemonte nel 1756 perché sollecitato dal principe Luigi Vittorio di Savoia-Carignano, il quale intendeva portare a termine il castello di Racconigi, cui mancava ancora la facciata principale, secondo un gusto moderno. Ancorandosi alle preesistenze, l'architetto ripropose a Racconigi le cadenze del progetto per la facciata di Stowe House, arricchite da una grande scalinata e da un frontone di tempio addossato. Per adattarsi alle pareti rimaste al rustico delle facciate seicentesche di Guarino Guarini che lo fiancheggiano, il prospetto di Borra è realizzato in paramento di mattone a vista, raffinatissimo. Nel Salone di Ercole e nella Sala di Diana, ampio accesso al complesso del castello, Borra impone, insieme al gusto francesizzante sperimentato a Norfolk House, anche alcune decorazioni tratte dalle sue tavole di Palmira, in stile Stowe. Ancora una volta, come già ai tempi di Guarini per il Palazzo Carignano di Torino, il ramo cadetto dei Savoia si dimostrò attento e informato ai nuovi indirizzi della cultura europea.
Meno documentata è la realizzazione, da parte di Borra, di un altro importante edificio per i Carignano, di grande qualità e raffinatezza: il palazzo che fa da avancorpo al teatro Carignano. L'affermazione di Ignazio Nepote nel Pregiudizio smascherato, poemetto scritto quando Borra stesso era ancora vivente, in cui, parlando dell'architetto doglianese, ne indicava tra l'altro «Nel teatrin magnifica / la nobil antifabbrica», insieme ad altre testimonianze di poco successive (Derossi, Nuova guida per la città di Torino, 1791; Paroletti, Turin et ses curiosités, 1819) dovrebbe togliere ogni dubbio. Anche in questo caso Borra utilizza un ordine monumentale e solenne, con due testate laterali, in un vasto complesso destinato in parte a residenze in affitto, e, al centro, all'ingresso del teatro, grazie ad un porticato oggi parzialmente chiuso. Si sa con certezza che l'edificio non era ancora in costruzione nel settembre del 1757, epoca in cui Borra era già attivo in Piemonte. 
Per committenti privati Borra eseguì una serie d'interventi a palazzi, a Torino e Casale Monferrato, non tutti documentati con certezza, ma quasi tutti attribuitigli da guide compilate tra fine Settecento e primo Ottocento. Spicca il Palazzo Perrone di San Martino, ora Cassa di Risparmio, in via Alfieri 7 a Torino, trasformato nel Novecento da Giovanni Chevalley. Tra gli edifici religiosi, quello di maggiore impegno è senz'altro la chiesa parrocchiale di Trinità (1758), che porta in Piemonte, ad una data ancora precoce, elementi classicisti rigorosamente studiati sulle fonti (v. in particolare l'antiportico e il finestrone termale della facciata), ed una spazialità interna di ampio respiro, con caratteri nuovi e ormai sprovincializzati.
I rapporti con Vittone non s'interruppero del tutto. L'architetto torinese si appoggiò a Borra per la realizzazione della cupola della sua chiesa di San Michele a Rivarolo, nel 1766. La collaborazione fra i due filò liscia sino al momento della decorazione dell'intradosso, nel 1769, quando i due architetti manifestarono opinioni contrarie.

## Opere
- 1739: Cervasca, progetto per la chiesa parrocchiale.
- 1740: Torino, Interventi all'interno del palazzo Isnardi di Caraglio in piazza San Carlo.
- 1752-56: Inghilterra, Stowe House, lavori per Lord Temple, progetto della facciata del palazzo, modifiche agli elementi architettonici dei giardini, stanze.
- 1755: Londra, Norfolk House, interni.
- 1756-1757 : Racconigi, Facciata sud e sale di Ercole e di Diana del castello dei Savoia-Carignano.
- 1757-1758: Torino, Avancorpo del Teatro Carignano.1756-58 (attr.)
- 1757: Lucento, perizie congiunte di Vittone e Borra del 7 e 17 dicembre, su un mulino.
- 1758: Ivrea, Disegno del nuovo palazzo di Città.
- 1758: Torino, Palazzo Vandagna.
- 1758: Ivrea, due tempietti per il giardino del conte Baldassarre Perrone di San Martino.
- 1758 e seguenti: Trinità, Chiesa parrocchiale.
- 1760: Alessandria, quartieri militari nella Cittadella
- 1764: Sardegna, relazione su una torre progettata in Tetenio
- 1766-1769: Rivarolo, realizzazione, con Vittone, della cupola della chiesa di San Michele.
- 1767: Santena, proprietà del marchese Benso, relazione negativa sull'operato di Vittone per un atto relativo a questioni di confini.
- 1768: Caluso, modifiche al progetto per l'ampliamento del presbiterio della parrocchiale.
- 1768: Moretta, Altar maggiore del santuario della Beata Vergine del Pilone.
- 1768: Cherasco, disegni per la ridecorazione della Stanza della Pace in Palazzo Salmatoris
- 1776: Casale Monferrato, Palazzo del Marchese Grassi, scalone, galleria, cappella.

Senza data: 
- Torino, Palazzo Caisotti in via delle Scuole (via Bligny), facciata.
  - Palazzo Perrone di San Martino, ora Cassa di Risparmio (via Alfieri 7).
  - Chiesa di Santa Croce, campanile e restauri.
  - Palazzo Turinetti di Priero, facciata su via Giolitti.
  - Palazzo dei marchesi Fleury (piazza San Carlo), lavori.
  - Palazzo del marchese Caissotti di Verduno.
  - Palazzo del marchese di Garessio (piazza San Carlo)
  - restauri al palazzo Rombelli (demolito).
  - Palazzo Radicati di Marmorito, lavori.
  - Palazzo Cocconito di Langosco, atrio, scalone, galleria

## Scritti e raccolte di incisioni
- Trattato della cognizione pratica delle resistenze geometricamente dimostrato […], Torino 1748
- Vedute principali di Torino disegnate in prospettiva ed intagliate in rame dall'architetto Giambattista Borra, Torino 1749;
- R. Wood, The Ruins of Palmyra, otherwise Tedmor in the Desert, Londra 1753;
- R. Wood, The Ruins af Balbec, otherwise Heliopolis in Coelosyria, Londra 1757.